# NGC 7829
NGC 7829 is een ringvormig sterrenstelsel in het sterrenbeeld Walvis. Het hemelobject werd in 1886 ontdekt door de Amerikaanse astronoom Francis Preserved Leavenworth.

## Synoniemen
- MCG -2-1-24
- VV 272
- Arp 144
- PGC 488